# Luis Fontés
Luis Fontés (né le 26 décembre 1912, décédé le 12 octobre 1940) est un pilote automobile britannique, né d'un père brésilien en Angleterre, qui avec Johnny Hindmarsh remporta les 24 Heures du Mans 1935 au volant d'une Lagonda M45R Rapide.

## Biographie
Il commence sa carrière en sport automobile en 1933, à bord d'une Invicta puis d'une MG Midget J4, lors du RAC Tourist Trophy.
Titulaire d'une licence de pilote après avoir appris à voler dans le Berkshire (Angleterre), il engage son avion, un Miles Hawk Speed Six, dans la prestigieuse King's Cup Air Race en 1935. Plus tard, il sert dans l'Air Transport Auxiliary comme pilote durant la Seconde Guerre mondiale. Il se fait tuer le 12 octobre 1940 alors qu'il livrait un bombardier Vickers Wellington Mk1C pour l'unité de stockage d'avions de la RAF à Llandow, dans le sud du pays de Galles.
La Lagonda M45R Rapide est conservée au Dutch National Automobile Museum de Raamsdonksveer, quant à l'avion, il fut possédé et piloté pendant de nombreuses années après guerre par Ron Paine. Désormais, il appartient au pilote retraité du Concorde Roger Mills, qui continue de le faire voler depuis l'aérodrome de White Waltham, dans le Berkshire.

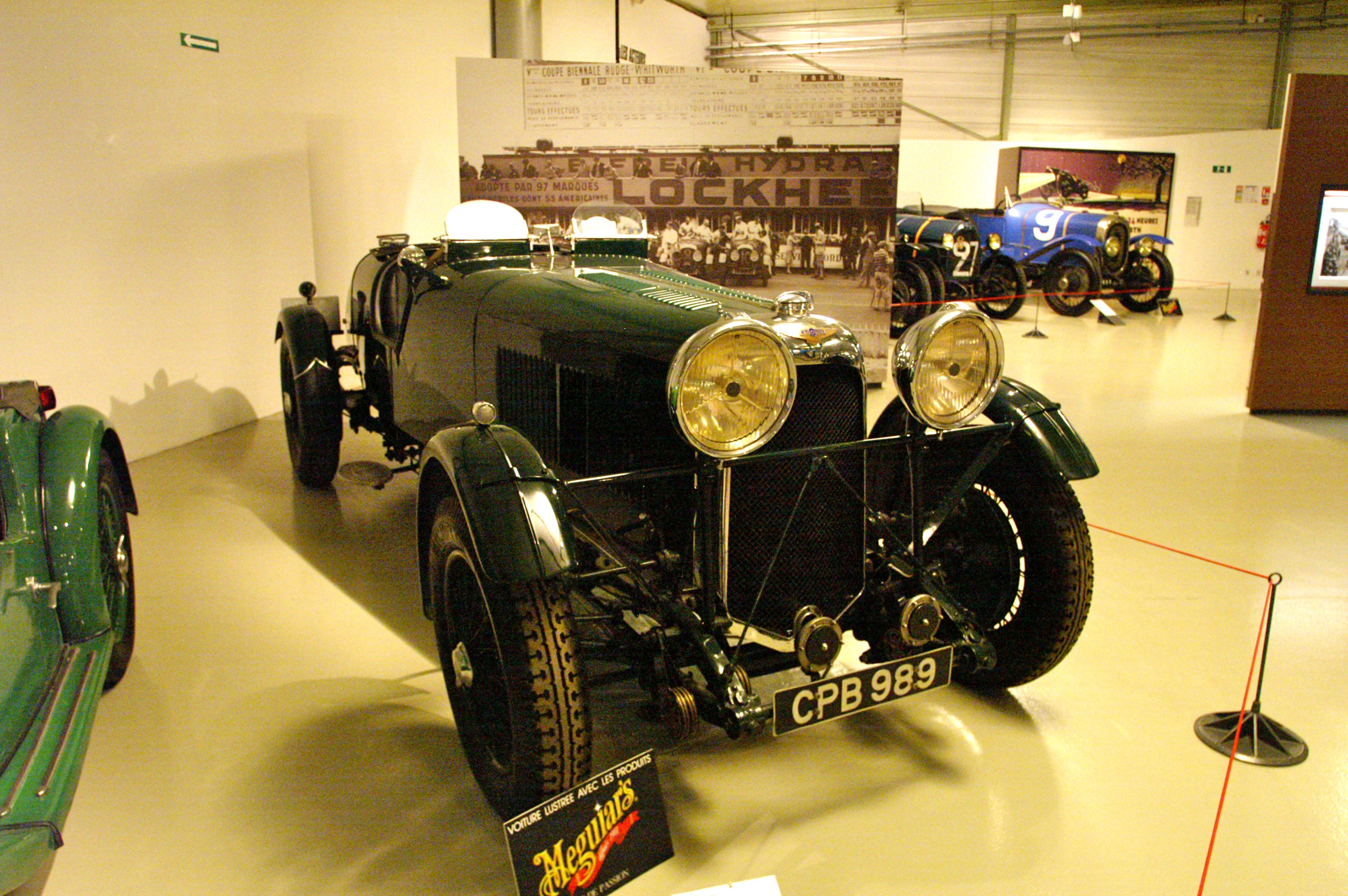
La Lagonda M45R Rapide de Johnny Hindmarsh et Luis Fontés, victorieuse des 24 Heures du Mans 1935 (Musée des 24 Heures).
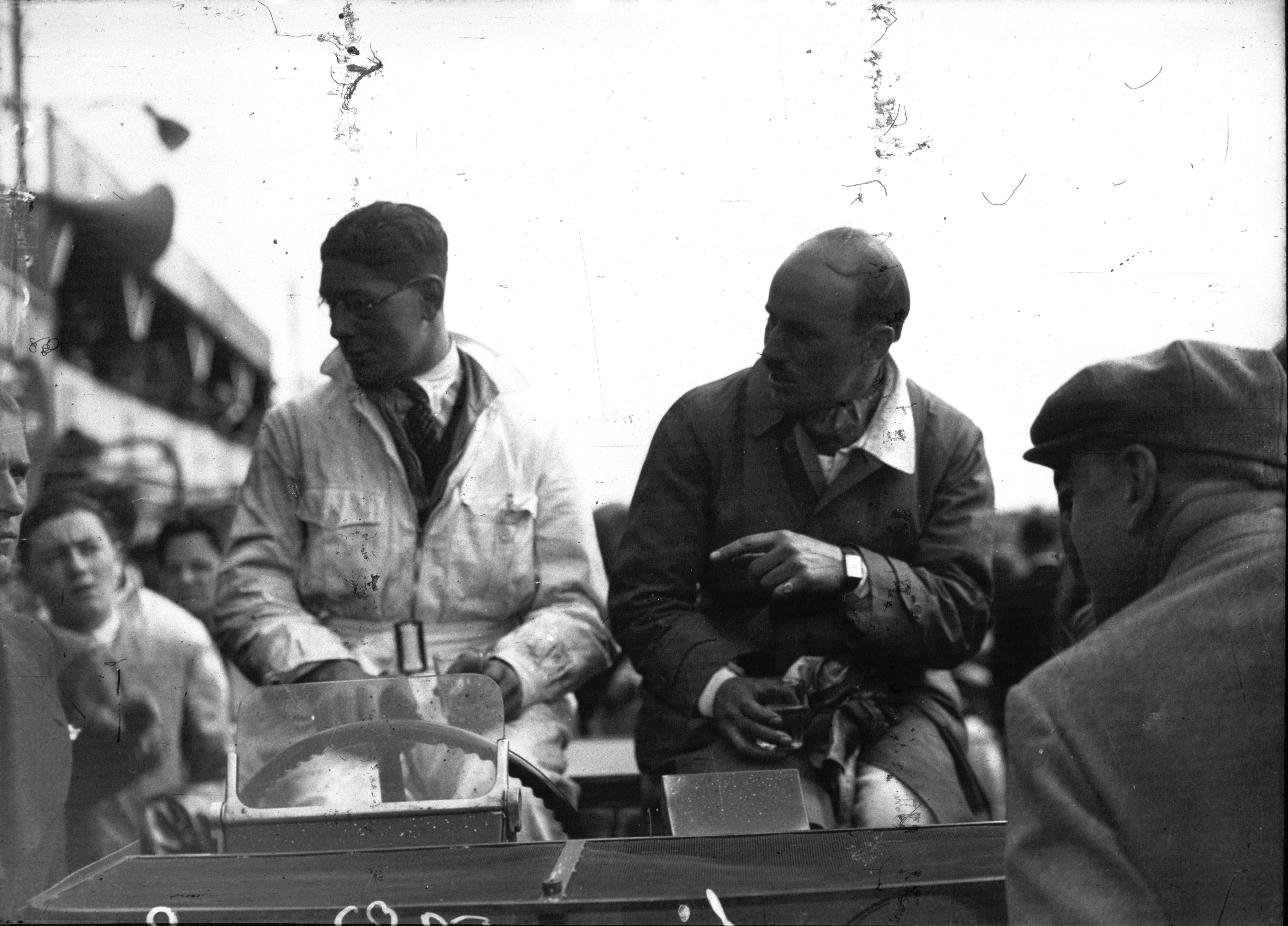
Les Anglais Johnny Hindmarsh (à gauche) et Luis Fontés (à droite), victorieux des 24 Heures du Mans 1935 sur Lagonda.